# Torneo Federal A
El Torneo Federal A es un campeonato de la tercera categoría del fútbol argentino, organizado por el Consejo Federal, órgano interno de la AFA, que nuclea a los clubes indirectamente afiliados, originarios de las ligas regionales. El certamen reemplazó al Torneo Argentino A, a partir del segundo semestre de 2014.

## Historia
En 1985, la AFA decidió cambiar la estructura de los campeonatos argentinos, y fue creada una nueva categoría de segundo nivel, el Nacional B, tributario de la Primera División. A través de ese torneo, los clubes pertenecientes a las ligas regionales, afiliados indirectamente a la AFA a través del Consejo Federal, que hasta entonces solo habían competido en la primera categoría como equipos invitados al Campeonato Nacional, y, excepcionalmente, en el Metropolitano por la Resolución 1309, pero que no participaban orgánicamente en las temporadas regulares, fueron incorporados al sistema de ascensos y descensos. El Torneo del Interior se constituyó, entonces, en la vía de acceso de dichos equipos a la segunda división. Fue un campeonato de fútbol de tercera división que se disputó entre 1986 y 1995, y agrupó a aquellos equipos indirectamente afiliados, provenientes de las ligas regionales de las 23 provincias de Argentina. El torneo clasificaba a sus doce ganadores, junto a cuatro equipos de la Primera B, a los dos torneos zonales: Noroeste y Sureste, los que, a su vez, otorgaban una plaza al Nacional B. No obstante, la primera edición del Torneo del Interior clasificó a los trece ganadores directamente a dicho certamen, y las dos últimas establecieron a un único ganador que logró el ascenso directo al mismo, sin que se jugaran los zonales con los equipos de Primera B. Luego, en la temporada 1995-96, como sucesor del Torneo del Interior, se creó el Torneo Argentino A, que clasificaba a sus ganadores a los dos torneos zonales (Noroeste y Sureste), los cuales otorgaban una plaza cada uno a la Primera B Nacional. En sus distintas ediciones cambió su formato y la cantidad de equipos que lo disputaban, debido a la movilidad de los descensos de la Primera B Nacional. Se jugaron torneos largos y otros divididos en dos fases: Apertura y Clausura. Como así también ha habido hexagonales y pentagonales finales.

## Sistema de disputa
Los 38 equipos se dividen en 4 zonas según su ubicación geográfica (Sur, Norte, Este y Oeste), 9 equipos por zona y una de 10. Se juegan 36 fechas todos contra todos quedando un equipo libre cada fecha por zona, doble ida y vuelta (los equipos se enfrenta 4 veces entre sí con los rivales de su respectiva zona). Los primeros 4 de cada zona clasifican a la etapa de playoffs para determinar el ascenso directo a la Primera Nacional. Los equipos se ordenan del 1 al 16 según los puntos y diferencia de gol obtenidos en la primera fase, para así determinar los cruces de playoffs, que serán a partido único con ventaja deportiva para los equipos mejor ubicados, que asimismo harán de local, solo la final se jugará en cancha neutral y sin ventaja deportiva. El perdedor de la final jugará una "promoción" con un equipo de la Primera B Metropolitana para determinar el tercer ascenso a la Primera Nacional (La Primera B Metropolitana tiene solo una plaza de ascenso a la segunda división). Los últimos equipos de cada zona descienden al Torneo Regional Federal Amateur y a sus respectivas ligas regionales.

## Equipos participantes
En el Torneo Federal A 2025 participan los siguientes treinta y ocho equipos:
| Equipo                                                   | Ciudad                      | Primera participación | Temporadas totales | Último retorno | Temporadas consecutivas desde último retorno | Ubicación en el Campeonato 2024 | Torneos ganados | Antigüedad |
| -------------------------------------------------------- | --------------------------- | --------------------- | ------------------ | -------------- | -------------------------------------------- | ------------------------------- | --------------- | ---------- |
| Club Atlético 9 de Julio                                 | Rafaela                     | 2001-02               | 11                 | 2023           | 3                                            | 2.ª fase Reválida               | 0               | 121 años   |
| Club Deportivo Argentino                                 | Monte Maíz                  | 2022                  | 4                  | –              | –                                            | 4.ª fase Reválida               | 0               | 99 años    |
| Club Sportivo y Biblioteca Atenas                        | Río Cuarto                  | 2023                  | 3                  | –              | –                                            | 2.ª fase Reválida               | 0               | 109 años   |
| Asociación Mutual Social y Deportiva Atlético de Rafaela | Rafaela                     | 2025                  | 1                  | –              | –                                            | Primera Nacional                | 0               | 118 años   |
| Club Atlético Bartolomé Mitre                            | Posadas                     | 2025                  | 1                  | –              | –                                            | TRFA                            | 0               | 98 años    |
| Club Atlético Boca Unidos                                | Corrientes                  | 2007-08               | 10                 | 2018-19        | 8                                            | 2.ª fase Reválida               | 1               | 98 años    |
| Club Sportivo Ben Hur                                    | Rafaela                     | 1996-97               | 12                 | 2025           | 1                                            | TRFA                            | 1               | 85 años    |
| Club Cipolletti                                          | Cipolletti                  | 1995-96               | 26                 | 2007-08        | 20                                           | 2.ª fase Reválida               | 0               | 98 años    |
| Círculo Deportivo de Cte. N. Otamendi                    | Comandante Nicanor Otamendi | 2019-20               | 7                  | –              | –                                            | 1.ª fase Reválida               | 0               | 103 años   |
| Club Ciudad de Bolívar                                   | Bolívar                     | 2021                  | 5                  | –              | –                                            | 4.ª fase Reválida               | 0               | 22 años    |
| Club Atlético Costa Brava                                | General Pico                | 2025                  | 1                  | –              | –                                            | TRFA                            | 0               | 92 años    |
| Club Mutual Crucero del Norte                            | Garupá                      | 2009-10               | 11                 | 2017-18        | 8                                            | 1.ª fase Reválida               | 0               | 22 años    |
| Club Atlético y Social Defensores de Belgrano            | Villa Ramallo               | 2011-12               | 16                 | –              | –                                            | 3.ª fase Reválida               | 0               | 79 años    |
| Club Deportivo Rincón                                    | Rincón de los Sauces        | 2024                  | 2                  | –              | –                                            | 2.ª fase Reválida               | 0               | 12 años    |
| Club Atlético Douglas Haig                               | Pergamino                   | 1999-00               | 19                 | 2017-18        | 9                                            | 2.ª fase Reválida               | 1               | 106 años   |
| Club Atlético El Linqueño                                | Lincoln                     | 2023                  | 3                  | –              | –                                            | 2.ª fase Reválida               | 0               | 110 años   |
| Club Atlético Germinal                                   | Rawson                      | 1995-96               | 5                  | 2023           | 3                                            | 5.ª fase Reválida               | 0               | 102 años   |
| Club Gimnasia y Esgrima                                  | Concepción del Uruguay      | 1995-96               | 24                 | 2004-05        | 22                                           | 2.ª fase Reválida               | 1               | 108 años   |
| Club Social Cultural y Deportivo Gimnasia y Esgrima      | Chivilcoy                   | 2025                  | 1                  | –              | –                                            | TRFA                            | 0               | 109 años   |
| Club Social y Atlético Guillermo Brown                   | Puerto Madryn               | 2003-04               | 12                 | 2025           | 1                                            | Primera Nacional                | 2               | 80 años    |
| Gutiérrez Sport Club                                     | General Gutiérrez           | 2015                  | 6                  | 2024           | 2                                            | 2.ª fase Reválida               | 0               | 102 años   |
| Club Atlético Huracán Las Heras                          | Las Heras                   | 2017-18               | 9                  | –              | –                                            | 2.ª fase Reválida               | 0               | 85 años    |
| Club Atlético Independiente                              | Chivilcoy                   | 2014                  | 7                  | 2021           | 5                                            | 3.ª fase Reválida               | 0               | 95 años    |
| Centro Juventud Antoniana                                | Salta                       | 1995-96               | 20                 | 2022           | 4                                            | 1.ª fase Reválida               | 2               | 109 años   |
| Club Atlético Juventud Unida Universitario               | San Luis                    | 2001-02               | 25                 | 2016-17        | 10                                           | 3.ª fase Reválida               | 0               | 104 años   |
| Club Atlético Kimberley                                  | Mar del Plata               | 2024                  | 2                  | –              | –                                            | 3.ª fase Reválida               | 0               | 104 años   |
| Club Olimpo                                              | Bahía Blanca                | 1995-96               | 8                  | 2019-20        | 7                                            | 4.ª fase Reválida               | 0               | 114 años   |
| Club y Biblioteca Ramón Santamarina                      | Tandil                      | 2006-07               | 11                 | 2023           | 3                                            | 5.ª fase Reválida               | 1               | 111 años   |
| Club Sportivo General San Martín                         | Formosa                     | 1995-96               | 8                  | 2018-19        | 5                                            | 3.ª fase Reválida               | 0               | 84 años    |
| Atlético Club San Martín                                 | San Martín                  | 1995-96               | 6                  | 2023           | 3                                            | 2.ª fase Reválida               | 1               | 97 años    |
| Club Atlético Sarmiento                                  | La Banda                    | 2024                  | 2                  | –              | –                                            | 6.ª fase Reválida               | 0               | 116 años   |
| Club Atlético Sarmiento                                  | Resistencia                 | 2014                  | 13                 | –              | –                                            | 2.ª fase Reválida               | 0               | 114 años   |
| Club Sol de América                                      | Formosa                     | 2014                  | 7                  | 2023           | 3                                            | 4.ª fase Reválida               | 0               | 78 años    |
| Club Social y Deportivo Sol de Mayo                      | Viedma                      | 2018-19               | 8                  | –              | –                                            | 1.ª fase Reválida               | 0               | 104 años   |
| Club Sportivo Belgrano                                   | San Francisco               | 2009-10               | 15                 | 2016           | 11                                           | 3.ª fase Reválida               | 0               | 111 años   |
| Club Sportivo Estudiantes                                | San Luis                    | 2013-14               | 10                 | 2018-19        | 8                                            | 3.ª fase Reválida               | 1               | 105 años   |
| Sportivo Las Parejas                                     | Las Parejas                 | 2015                  | 12                 | –              | –                                            | 2.ª fase Reválida               | 0               | 103 años   |
| Club Villa Mitre                                         | Bahía Blanca                | 1995-96               | 23                 | 2016           | 11                                           | 6.ª fase Reválida               | 1               | 100 años   |

### Distribución geográfica de los equipos
| Jurisdicción                             | Cant. | Equipos |
| ---------------------------------------- | ----- | --- |
| Interior de la provincia de Buenos Aires | 10    | Círculo Deportivo, Ciudad de Bolívar, Defensores de Belgrano (VR), Douglas Haig, El Linqueño, Gimnasia y Esgrima (C), Independiente (C), Kimberley, Olimpo, Ramón Santamarina y Villa Mitre |
| Provincia de Santa Fe                    | 4     | 9 de Julio (R), Atlético de Rafaela, Ben Hur y Sportivo Las Parejas |
| Provincia de Córdoba                     | 3     | Argentino (MM), Atenas (RC) y Sportivo Belgrano (SF) |
| Provincia de Mendoza                     | 3     | Gutiérrez, Huracán Las Heras y San Martín (SM) |
| Provincia del Chubut                     | 2     | Germinal y Guillermo Brown |
| Provincia de Formosa                     | 2     | San Martín y Sol de América |
| Provincia de Misiones                    | 2     | Bartolomé Mitre (P) y Crucero del Norte |
| Provincia de Río Negro                   | 2     | Cipolletti y Sol de Mayo |
| Provincia de San Luis                    | 2     | Juventud Unida Universitario y Sportivo Estudiantes |
| Provincia del Chaco                      | 1     | Sarmiento (R) |
| Provincia de Corrientes                  | 1     | Boca Unidos |
| Provincia de Entre Ríos                  | 1     | Gimnasia y Esgrima (CdU) |
| Provincia de La Pampa                    | 1     | Costa Brava |
| Provincia del Neuquén                    | 1     | Deportivo Rincón |
| Provincia de Salta                       | 1     | Juventud Antoniana |
| Provincia de Santiago del Estero         | 1     | Sarmiento (LB) |
| Total                                    | 38    | |

## Estadísticas generales
Fuente: Soccer 24

### Palmarés
| Temporada | N.º de equipos | Ganadores de zona / Campeones                                                                  | Otros ascensos                                                                 |
| --------- | -------------- | ---------------------------------------------------------------------------------------------- | ------------------------------------------------------------------------------ |
| 2014      | 40             | Central Córdoba (SdE) Guillermo Brown Juventud Unida (G) Sportivo Estudiantes (SL) Unión (MdP) | Atlético Paraná Gimnasia y Esgrima (M)                                         |
| 2015      | 40             | Talleres (C)                                                                                   | Juventud Unida Universitario                                                   |
| 2016      | 35             | San Martín (T)                                                                                 | No hubo                                                                        |
| 2016-17   | 36             | Agropecuario                                                                                   | Mitre (SdE)                                                                    |
| 2017-18   | 39             | Central Córdoba (SdE)                                                                          | Gimnasia y Esgrima (M)                                                         |
| 2018-19   | 36             | Estudiantes (RC)                                                                               | Alvarado                                                                       |
| 2019-20   | 30             | No hubo, debido a la cancelación del torneo a causa de la pandemia de COVID-19                 | No hubo, debido a la cancelación del torneo a causa de la pandemia de COVID-19 |
| 2020      | 26             | Güemes (SdE)                                                                                   | Deportivo Maipú                                                                |
| 2021      | 31             | Deportivo Madryn                                                                               | Chaco For Ever                                                                 |
| 2022      | 34             | Racing (C)                                                                                     | No hubo                                                                        |
| 2023      | 36             | Gimnasia y Tiro (S)                                                                            | No hubo                                                                        |
| 2024      | 38             | Central Norte (S)                                                                              | No hubo                                                                        |
| 2025      | 38             |                                                                                                |                                                                                |

### Logros por equipo
| Equipo                       | Títulos | Años ganador/campeón | Otros ascensos |
| ---------------------------- | ------- | -------------------- | -------------- |
| Central Córdoba (SdE)        | 2       | 2014, 2017-18        | 0              |
| Agropecuario                 | 1       | 2016-17              | 0              |
| Central Norte (S)            | 1       | 2024                 | 0              |
| Deportivo Madryn             | 1       | 2021                 | 0              |
| Estudiantes (RC)             | 1       | 2018-19              | 0              |
| Gimnasia y Tiro (S)          | 1       | 2023                 | 0              |
| Güemes (SdE)                 | 1       | 2020                 | 0              |
| Guillermo Brown              | 1       | 2014                 | 0              |
| Juventud Unida (G)           | 1       | 2014                 | 0              |
| Racing (C)                   | 1       | 2022                 | 0              |
| San Martín (T)               | 1       | 2016                 | 0              |
| Sportivo Estudiantes (SL)    | 1       | 2014                 | 0              |
| Talleres (C)                 | 1       | 2015                 | 0              |
| Unión (MdP)                  | 1       | 2014                 | 0              |
| Gimnasia y Esgrima (M)       | 0       |                      | 2              |
| Alvarado                     | 0       |                      | 1              |
| Atlético Paraná              | 0       |                      | 1              |
| Chaco For Ever               | 0       |                      | 1              |
| Deportivo Maipú              | 0       |                      | 1              |
| Juventud Unida Universitario | 0       |                      | 1              |
| Mitre (SdE)                  | 0       |                      | 1              |

### Clasificación histórica
- Incluye los partidos disputados en el Torneo Argentino A.
- Datos actualizados a la temporada 2018-19, inclusive.
- Los equipos en negrita juegan actualmente en el Torneo Federal A.

Tabla parcial con los primeros veinte equipos:
| Pos | Club                         | Pts. | J   | G   | E   | P   | GF  | GC  | Dif. |
| --- | ---------------------------- | ---- | --- | --- | --- | --- | --- | --- | ---- |
| 1   | Cipolletti                   | 793  | 546 | 220 | 133 | 193 | 757 | 676 | 81   |
| 2   | Juventud Antoniana           | 725  | 495 | 193 | 146 | 156 | 622 | 526 | 96   |
| 3   | Juventud Unida Universitario | 698  | 518 | 180 | 158 | 180 | 630 | 637 | -7   |
| 4   | Gimnasia y Esgrima (CdU)     | 692  | 512 | 182 | 146 | 184 | 655 | 670 | -15  |
| 5   | Villa Mitre                  | 625  | 445 | 168 | 121 | 156 | 610 | 609 | 1    |
| 6   | Unión (S)                    | 607  | 413 | 166 | 109 | 138 | 579 | 526 | 53   |
| 7   | Desamparados                 | 564  | 414 | 150 | 123 | 141 | 487 | 482 | 5    |
| 8   | Racing (C)                   | 546  | 375 | 145 | 111 | 119 | 453 | 401 | 52   |
| 9   | Guillermo Brown              | 519  | 335 | 140 | 99  | 96  | 488 | 400 | 88   |
| 10  | Libertad (S)                 | 500  | 370 | 126 | 122 | 122 | 461 | 444 | 17   |
| 11  | Gimnasia y Tiro (S)          | 500  | 361 | 132 | 104 | 125 | 468 | 470 | -2   |
| 12  | Douglas Haig                 | 493  | 328 | 132 | 97  | 99  | 467 | 390 | 77   |
| 13  | Deportivo Maipú              | 457  | 334 | 111 | 124 | 99  | 384 | 391 | -7   |
| 14  | Santamarina                  | 451  | 286 | 121 | 88  | 77  | 370 | 302 | 68   |
| 15  | Rivadavia (L)                | 405  | 324 | 105 | 90  | 129 | 358 | 392 | -34  |
| 16  | Defensores de Belgrano (VR)  | 404  | 265 | 108 | 80  | 77  | 335 | 265 | 70   |
| 17  | Alvarado                     | 400  | 298 | 102 | 95  | 101 | 335 | 326 | 9    |
| 18  | Central Córdoba (SdE)        | 386  | 275 | 100 | 86  | 89  | 348 | 334 | 14   |
| 19  | Sportivo Belgrano            | 378  | 251 | 103 | 69  | 79  | 332 | 276 | 56   |
| 20  | Independiente Rivadavia      | 377  | 251 | 108 | 62  | 81  | 374 | 292 | 82   |

### Temporadas en el Torneo Federal A
| Equipos | Temporadas |
| --- | ---------- |
| Cipolletti | 26         |
| Juventud Unida Universitario | 25         |
| Gimnasia y Esgrima (CdU) | 24         |
| Villa Mitre | 23         |
| Juventud Antoniana, Unión (S) | 20         |
| Douglas Haig | 19         |
| Desamparados, Gimnasia y Tiro | 17         |
| Defensores de Belgrano (VR) | 16         |
| Sportivo Belgrano | 16         |
| Deportivo Maipú, Racing (C) | 14         |
| Central Norte (S), Sarmiento (R) | 13         |
| Guillermo Brown, Libertad (S), Sportivo Las Parejas, Ben Hur | 12         |
| 9 de Julio (R), Alvarado, Chaco For Ever, Crucero del Norte, Estudiantes (RC), Ferro Carril Oeste (GP), Ramón Santamarina | 11         |
| Boca Unidos, CAI, Central Córdoba (SdE), Defensores de Pronunciamiento, General Belgrano, General Paz Juniors, Rivadavia (L), Sportivo Estudiantes (SL), Tiro Federal (R)                                                                                 | 10         |
| Deportivo Madryn, Independiente Rivadavia, Huracán Las Heras, Ñuñorco, Patronato | 9          |
| Gimnasia y Esgrima (M), Huracán (TA), Juventud Alianza, Luján de Cuyo, Olimpo, San Jorge (T), San Martín (F), San Martín (T), Sansinena, Sol de Mayo, Sportivo Patria                                                                                     | 8          |
| Alumni (VM), Círculo Deportivo, Deportivo Roca, Huracán (SR), Independiente (Ch), Juventud Unida (G), Sol de América, Talleres (P) | 7          |
| 13 de Junio, Aldosivi, Altos Hornos Zapla, Atlético Tucumán, Concepción FC, Cultural Argentino, Deportivo Camioneros, Guaraní Antonio Franco, Gutiérrez SC, Independiente (N), San Lorenzo de Alem, San Martín (M), Talleres (C), Unión (MdP), Unión (VK) | 6          |
| Ciudad de Bolívar, Germinal, Juventud (P), La Florida, Sportivo Peñarol (C), Unión Aconquija | 5          |
| Argentino (MM), Atlético Paraná, Barraca (PdlL), Liniers (BB), Mitre (SdE), Racing (O) | 4          |
| Almirante Brown (A), Andino, Atenas (RC), Deportivo Patagones, El Linqueño, Ferrocarril (C), Güemes (SdE), Huracán Corrientes, La Plata FC, Real Arroyo Seco, San Martín (MC)                                                                             | 3          |
| Alianza (CC), Américo Tesorieri (LR), Atlético Candelaria, Deportivo Rincón, Grupo Universitario, Kimberley, Sarmiento (LB), Textil Mandiyú, Tiro Federal (BB), Unión Santiago                                                                            | 2          |
| 9 de Julio (M), Agropecuario, Atlético de Rafaela, Bartolomé Mitre (P), Costa Brava, Deportivo Mandiyú, Estación Quequén, Gimnasia y Esgrima (C), Huracán (CR), Independiente (VO), Rosario Puerto Belgrano, Vélez Sarsfield (SR), Villa Cubas            | 1          |

- Actualizado a la Temporada 2025. Los equipos en negrita juegan actualmente el Torneo Federal A.
- Incluye las temporadas disputadas en el Torneo Argentino A.

### Movilidad interdivisional

#### Con la Primera B Nacional
| Temporada | Descendidos de la Primera B Nacional                                            | Ascendidos del Torneo Federal A |
| --------- | ------------------------------------------------------------------------------- | --- |
| 2014      | Talleres (C)                                                                    | Atlético Paraná, Central Córdoba (SdE), Gimnasia y Esgrima (M), Guillermo Brown, Juventud Unida (G), Sportivo Estudiantes (SL) y Unión (MdP) |
| 2015      | No hubo                                                                         | Juventud Unida Universitario y Talleres (C)                                                                                                  |
| 2016      | Gimnasia y Esgrima (M), Guaraní Antonio Franco, Sportivo Belgrano y Unión (MdP) | San Martín (T) |
| 2016-17   | Juventud Unida Universitario                                                    | Agropecuario y Mitre (SdE) |
| 2017-18   | Atlético Paraná, Crucero del Norte, Douglas Haig y Central Córdoba (SdE)        | Central Córdoba (SdE) y Gimnasia y Esgrima (M)                                                                                               |
| 2018-19   | Juventud Unida (G), Boca Unidos y Sportivo Estudiantes (SL)                     | Alvarado y Estudiantes (RC) |
| 2019-20   | Olimpo                                                                          | No hubo |
| 2020      | No hubo                                                                         | Güemes (SdE) y Deportivo Maipú |
| 2021      | No hubo                                                                         | Deportivo Madryn y Chaco For Ever |
| 2022      | No hubo                                                                         | Racing (C) |
| 2023      | Ramón Santamarina                                                               | Gimnasia y Tiro (S) |
| 2024      | No hubo                                                                         | Central Norte (S) |
| 2025      | Atlético de Rafaela y Guillermo Brown                                           | |

#### Con la cuarta categoría
| Temporada | Ascendidos del Torneo Argentino B                          | Descendidos del Torneo Federal A |
| --------- | ---------------------------------------------------------- | -------------------------------- |
| 2014      | Deportivo Madryn, Atlético Paraná y Gimnasia y Esgrima (M) | No hubo                          |

| Temporada | Ascendidos del Torneo Federal B                                                                                        | Descendidos del Torneo Federal A |
| --------- | --- | --- |
| 2015      | 9 de Julio (M), Concepción FC, Gutiérrez SC, Sportivo Las Parejas, Tiro Federal (BB), Unión (S) y Vélez Sarsfield (SR) | Alianza de Cutral Có, Américo Tesorieri (LR), Andino, CAI, Independiente (Ch), Textil Mandiyú, Tiro Federal (R) y Vélez Sarsfield (SR)            |
| 2016      | Villa Mitre, Defensores de Pronunciamiento y Güemes (SdE)                                                              | Güemes (SdE) y Tiro Federal (BB) |
| 2016-17   | Agropecuario, Desamparados y Rivadavia (L)                                                                             | Concepción FC, General Belgrano (SR) y Sol de América                                                                                             |
| 2017-18   | Estudiantes (RC), Huracán Las Heras, Sansinena y Deportivo Mandiyú                                                     | Unión (VK), Sportivo Patria, Deportivo Mandiyú, Unión Aconquija, Rivadavia (L), Gutiérrez SC, Libertad (S) y Guaraní Antonio Franco               |
| 2018-19   | Deportivo Camioneros, Racing (C), San Martín (F) y Sol de Mayo                                                         | Altos Hornos Zapla, Atlético Paraná, Deportivo Roca, Gimnasia y Tiro (S), Independiente (N), Juventud Antoniana, Racing (C) y San Lorenzo de Alem |

| Temporada | Ascendidos del Torneo Regional Federal Amateur                                           | Descendidos del Torneo Federal A                                              |
| --------- | ---------------------------------------------------------------------------------------- | ----------------------------------------------------------------------------- |
| 2019-20   | Central Norte (S), Círculo Deportivo, Güemes (SdE) y Sportivo Peñarol (C)                | No hubo                                                                       |
| 2020      | No hubo                                                                                  | No hubo                                                                       |
| 2021      | Ciudad de Bolívar, Gimnasia y Tiro (S), Independiente (C) y Racing (C)                   | No hubo                                                                       |
| 2022      | Argentino (MM), Atlético Paraná, Juventud Antoniana y Liniers (BB)                       | Atlético Paraná, Deportivo Camioneros, Desamparados y Juventud Unida (G)      |
| 2023      | 9 de Julio (R), Atenas (RC), El Linqueño, Germinal, San Martín (SM) y Sol de América (F) | Liniers (BB) y Sportivo Peñarol (C)                                           |
| 2024      | Deportivo Camioneros, Deportivo Rincón, Gutiérrez, Kimberley y Sarmiento (LB)            | Defensores de Pronunciamiento, Ferro Carril Oeste (GP), Sansinena y Unión (S) |
| 2025      | Bartolomé Mitre (P), Ben Hur, Costa Brava y Gimnasia y Esgrima (C)                       |                                                                               |

### Goleadores

#### Por torneo
| Año     | Jugador                  | Equipo                      | Goles |
| ------- | ------------------------ | --------------------------- | ----- |
| 2014    | Hugo Troche              | Sportivo Patria             | 16    |
| 2015    | Adrián Toloza            | Mitre (SdE)                 | 18    |
| 2015    | David Romero             | San Lorenzo de Alem         | 18    |
| 2015    | Gustavo Balvorín         | Juventud Antoniana          | 18    |
| 2016    | Gustavo Balvorín         | Juventud Antoniana          | 12    |
| 2016    | Matías Zbrun             | Libertad (S)                | 12    |
| 2016-17 | Pablo Palacios Alvarenga | Gimnasia y Esgrima (M)      | 21    |
| 2017-18 | Pablo Palacios Alvarenga | Gimnasia y Esgrima (M)      | 21    |
| 2018-19 | Franco Olego             | Defensores de Belgrano (VR) | 20    |
| 2019-20 | Julio Cáceres            | Chaco For Ever              | 10    |
| 2020    | Nelson David Romero      | Güemes (SdE)                | 6     |
| 2020    | Maximiliano Tunessi      | Villa Mitre                 | 6     |
| 2021    | Bruno Nasta              | Huracán Las Heras           | 17    |
| 2021    | Franco Coronel           | Defensores de Belgrano (VR) | 17    |
| 2021    | Juan Pablo Zárate        | Cipolletti                  | 17    |
| 2022    | Juan Martín Amieva       | Sansinena                   | 16    |
| 2023    | Gabriel Serrano          | El Linqueño                 | 14    |
| 2024    | Marcelo Olivera          | Independiente (C)           | 14    |

#### Por equipo
| Equipo                      | Goleadores |
| --------------------------- | ---------- |
| Defensores de Belgrano (VR) | 2          |
| Gimnasia y Esgrima (M)      | 2          |
| Juventud Antoniana          | 2          |
| Chaco For Ever              | 1          |
| Cipolletti                  | 1          |
| El Linqueño                 | 1          |
| Güemes (SdE)                | 1          |
| Huracán Las Heras           | 1          |
| Independiente (C)           | 1          |
| Libertad (S)                | 1          |
| Mitre (SdE)                 | 1          |
| San Lorenzo de Alem         | 1          |
| Sansinena                   | 1          |
| Sportivo Patria             | 1          |
| Villa Mitre                 | 1          |